# Sobin (Węgorzewo)
Sobin (deutsch Karlshöh) ist eine Ortschaft innerhalb der Stadt Węgorzewo (polnisch część miasta Węgorzewa) (Angerburg) in der polnischen Woiwodschaft Ermland-Masuren und gehört zur Stadt- und Landgemeinde Węgorzewo im Powiat Węgorzewski (Kreis Angerburg).

## Geographische Lage
Sobin liegt zwei Kilometer südöstlich des Stadtzentrums von Węgorzewo, westlich der Trasse der ehemaligen Bahnstrecke Angerburg–Lötzen und östlich der Ausfallstraße nach Giżycko (Lötzen).

## Geschichte
Bei der einst Karlshöh genannten kleinen Ortschaft handelte es sich vor 1945 im Wesentlichen um einen großen Hof. Bis zum 19. Juni 1861 hieß der Ort Abbau Carius, danach (vor 1898) Carlshöh. Bis 1945 war Karlshöh ein Wohnplatz in der Gemeinde Kehlen im gleichnamigen Amtsbezirk im Kreis Angerburg im Regierungsbezirk Gumbinnen der preußischen Provinz Ostpreußen.
In Kriegsfolge kam Karlshöh 1945 mit dem südlichen Teil Ostpreußens zu Polen und erhielt die polnische Namensform „Sobin“. Heute ist der Ort ein Teil der Stadt- und Landgemeinde Węgorzewo im Powiat Węgorzewski, vor 1998 der Woiwodschaft Suwałki, seither der Woiwodschaft Ermland-Masuren zugehörig.

## Kirche
Karlshöh war vor 1945 über die Muttergemeinde Kehlen in die evangelische Pfarrkirche Angerburg in der Kirchenprovinz Ostpreußen der Kirche der Altpreußischen Union als auch in die katholische Pfarrkirche Zum Guten Hirten in Angerburg im Bistum Ermland eingepfarrt. Auch heute noch besteht die kirchliche Verbindung zur Stadt Węgorzewo, die heute zum katholischen Bistum Ełk (Lyck) bzw. als Filialgemeinde zur evangelischen Pfarrei in Giżycko (Lötzen) in der Diözese Masuren der Evangelisch-Augsburgischen Kirche in Polen gehört.

## Verkehr
Der kleine Ort Sobin ist heute über die polnische Landesstraße 63 (einstige deutsche Reichsstraße 131) zu erreichen, die im südöstlichen Teil des Stadtgebietes von Węgorzewo „ul. Łuczańska“ heißt. Eine Zubringerstraße führt direkt in die Ortschaft. Eine Bahnanbindung besteht nicht mehr, seit die von und nach Węgorzewo führenden Bahnstrecken nicht mehr betrieben werden.